# SN 1970N
SN 1970N – supernowa odkryta 3 sierpnia 1970 roku w galaktyce NGC 365. W momencie odkrycia miała maksymalną jasność 18,80m.